# 33 FC
33 FC（33 Football Club）は、ハンガリーのブダペストをホームタウンとするサッカークラブである。

## 歴史
33 FCは1900年に33人の若者によって創設された。クラブカラーは黒と白。1901年1月19日にハンガリーサッカー連盟が設立された時の13クラブの1つであり、ハンガリー最初の国内選手権に参加した。1901年に2部で優勝して昇格、1902年にネムゼティ・バイノクシャーグIで3位になった。
1926-27シーズンのプロリーグ化に伴い、プロサッカー部門のブダイ33 FC (Budai 33 FC) が創設されてプロリーグに参加、33 FCはアマチュアレベルでサッカーを続けた。1929年にプロチームはブダイ11 FC (Budai 11 FC) に改称された。
1938年に降格後はNB Iに復帰することはなく、1940年代後半にガンズ・ヴィッラニと合併し、1949年にクラブは消滅した。クラブは1902年から1906年、1910-11シーズンから1920-21シーズン、1923-24シーズン、1925-26シーズンから1937-38シーズンまでの合計28シーズンをNB Iで過ごした。
62年後の2011年に33 FCは正式に再創設された。完全な後継クラブであり、クラブ名とクラブカラー（黒と白）はオリジナルのクラブと同じである。2011-12シーズンはハンガリー最下部である当時8部のBLSZ IVに参加した。

## 歴代所属選手
- シュロッセル・イムレ 1927-1928